# Fränzi Aufdenblatten
Franziska («Fränzi») Christine Aufdenblatten (* 10. Februar 1981 in Zermatt) ist eine ehemalige Schweizer Skirennfahrerin aus Zermatt im Wallis. Sie war auf die Disziplinen Abfahrt, Super-G und Riesenslalom spezialisiert.

## Biografie
1996 siegte Aufdenblatten beim Trofeo Topolino. Im Dezember desselben Jahres fing sie an, FIS-Rennen zu bestreiten, ab Januar 1998 folgten Einsätze im Europacup. Im März 1999 machte sie erstmals auf sich aufmerksam, als sie bei den Schweizer Meisterschaften Dritte in der Abfahrt wurde. Bei den Junioren-WM 2000 gewann sie die Abfahrts-Goldmedaille und die Silbermedaille in der Kombination. Diese Ergebnisse ermöglichten Aufdenblatten am 11. März 2000 in Sestriere den ersten Einsatz im Weltcup, wobei sie sich aber nicht klassieren konnte. Bei den Juniorenweltmeisterschaften 2001 folgte der Gewinn zweier weiterer Medaillen, Gold im Riesenslalom und Silber in der Kombination. Die Stiftung Schweizer Sporthilfe zeichnete Aufdenblatten als Nachwuchsathletin des Jahres 2001 aus. Im selben Jahr schloss sie die Sportmittelschule in Engelberg mit der Matura ab.
Am 11. März 2001 fuhr Aufdenblatten im Riesenslalom von Åre auf den 20. Platz und holte damit ihre ersten Weltcuppunkte. Nachdem sie zu Beginn der Saison 2001/02 zwei Europacuprennen gewonnen hatte, gelang ihr Ende Januar 2002 ebenfalls in Åre das erste Top-5-Ergebnis. Als sie am 31. Januar 2004 in Haus im Ennstal in der Weltcupabfahrt auf den dritten Platz fuhr, schien der Durchbruch an die Weltspitze bevorzustehen. Aufdenblatten galt als grosses Talent, konnte in den folgenden Jahren die Erwartungen aber nie ganz erfüllen. Im Weltcup fuhr sie über 30 Mal unter die besten zehn, mit einer Ausnahme im Januar 2006 (Abfahrt in Bad Kleinkirchheim) blieb ein Podestplatz aber aus. Bei vier Teilnahmen an Weltmeisterschaften kam sie nicht über einen 14. Platz hinaus, bei Olympischen Spielen war ein 12. Platz ihr bestes Ergebnis.
Am 20. Dezember 2009 konnte Aufdenblatten das einzige Weltcuprennen ihrer Karriere gewinnen, einen Super-G in Val-d’Isère. Einen Monat später stürzte sie im ersten Lauf des Riesenslaloms von Cortina d’Ampezzo und zog sich einen Kreuzbandriss und eine Meniskusverletzung im rechten Knie zu, weshalb sie die Saison im Vorfeld der Olympischen Winterspiele 2010 vorzeitig beenden musste.
Vier Jahre später, wenige Tage nach dem Erreichen eines Diplomrangs im Super-G an den Olympischen Winterspielen 2014, gab Fränzi Aufdenblatten ihren Rücktritt bekannt. Ihr letztes Weltcuprennen, die Abfahrt am Saisonfinale auf der Lenzerheide (12. März 2014), beendete sie als Dritte auf einem Podestplatz.
2018 nahm Aufdenblatten, unter anderem mit ihrer ehemaligen Teamkollegin Dominique Gisin, an der «Skitour des Lebens», der Haute Route von Chamonix nach Verbier teil. SRF 1 dokumentierte die Skitour in einem Dreiteiler.

## Erfolge

### Olympische Spiele
- Turin 2006: 12. Abfahrt, 16. Riesenslalom, 17. Super-G
- Sotschi 2014: 6. Super-G

### Weltmeisterschaften
- St. Moritz 2003: 15. Super-G, 15. Kombination
- Santa Caterina 2005: 15. Abfahrt, 18. Super-G, 18. Kombination, 26. Riesenslalom
- Åre 2007: 14. Abfahrt, 19. Super-G, 19. Riesenslalom
- Schladming 2013: 19. Super-G

### Weltcup
- 4 Podestplätze, davon 1 Sieg:

| Datum             | Ort         | Land       | Disziplin |
| ----------------- | ----------- | ---------- | --------- |
| 20. Dezember 2009 | Val-d’Isère | Frankreich | Super-G   |

- 43 Platzierungen unter den besten zehn (25× Abfahrt, 15× Super-G, 3× Riesenslalom)

#### Weltcupwertungen
- Saison 2003/04: 18. Gesamtweltcup, 11. Abfahrtsweltcup, 16. Riesenslalomweltcup
- Saison 2005/06: 21. Gesamtweltcup, 5. Abfahrtsweltcup
- Saison 2006/07: 24. Gesamtweltcup, 13. Super-G-Weltcup, 17. Abfahrtsweltcup
- Saison 2007/08: 30. Gesamtweltcup, 14. Abfahrtsweltcup, 18. Super-G-Weltcup
- Saison 2008/09: 26. Gesamtweltcup, 9. Super-G-Weltcup
- Saison 2009/10: 33. Gesamtweltcup, 18. Super-G-Weltcup
- Saison 2010/11: 47. Gesamtweltcup
- Saison 2011/12: 37. Gesamtweltcup, 12. Super-G-Weltcup
- Saison 2012/13: 36. Gesamtweltcup, 17. Super-G-Weltcup, 20. Abfahrtsweltcup
- Saison 2013/14: 12. Abfahrtsweltcup

### Europacup
- 3 Podestplätze, davon 2 Siege:

| Datum            | Ort   | Land     | Disziplin    |
| ---------------- | ----- | -------- | ------------ |
| 5. Dezember 2001 | Ål    | Norwegen | Riesenslalom |
| 15. Januar 2002  | Arosa | Schweiz  | Riesenslalom |

### Juniorenweltmeisterschaften
- Schladming 1997: 41. Riesenslalom
- Pra Loup 1999: 5. Abfahrt, 7. Riesenslalom, 10. Super-G, 39. Slalom
- Québec 2000: 1. Abfahrt, 2. Kombination, 6. Riesenslalom, 7. Slalom, 10. Super-G
- Verbier 2001: 1. Riesenslalom, 2. Kombination, 6. Abfahrt, 30. Slalom

### Weitere Erfolge
- 14 Siege in FIS-Rennen (2× Abfahrt, 3× Super-G, 9× Riesenslalom)
- 6 Schweizer Meistertitel (Abfahrt 2012, Riesenslalom 2008; Super-G 2004, 2008 und 2012; Kombination 2003)
- Schweizer Nachwuchsathletin des Jahres 2001